# ワンダーラスト (BIGMAMAの曲)
「ワンダーラスト」は、BIGMAMAの13枚目のシングル。2014年12月17日にRX-RECORDSよりリリースされた。

## 概要
前作『Sweet Dreams』から10ヶ月ぶりのリリース。表題曲の「ワンダーラスト」が、ZIP-FM開局21周年のコラボソングということで、東海地方のタワーレコード全6店舗のみでのリリースとなっている。2000枚限定で生産され、税抜500円のワンコイン価格で販売されていた。
カップリングには、愛知県の夏フェス「TREASURE05X 2014」のラグーナビーチ公演にて披露された「Sweet Dreams」のライブ音源、「My Greatest Treasure」のリミックス、発売まで内容不明な謎のトラックが収録されている。
表題曲の製作段階では、シングル化の予定はなかったものの、2014年10月1日よりZIP-FMでオンエアされて以来、発売を希望する声が多数寄せられたため、シングル化に至ったという。

## 楽曲解説
ワンダーラスト
表題曲。MVが作られている。
ZIP-FM開局21周年のコラボソング
「ワンダーラスト(Wanderlust)」という言葉には「旅心」「旅への情熱」といった意味があり、ZIP-FMやラジオという旅路が終わりなき素晴らしいものになるように、という願いが込められている。
Sweet Dreams（TREASURE05X 2014 live ver）
2014年9月7日「TREASURE05X 2014」のラグーナビーチ公演でのライブ音源。
My Greatest Treasure 2014
「My Greatest Treasure」のリミックス音源。
タイトルに「TREASURE」がついているという縁から、収録になった。

## 収録曲
| 全作詞: 金井政人、全作曲・編曲: BIGMAMA。 |                                               |          |            |
| #                                         | タイトル                                      | 作詞     | 作曲・編曲 |
| 1.                                        | 「ワンダーラスト」                            | 金井政人 | BIGMAMA    |
| 2.                                        | 「?」                                         | 金井政人 | BIGMAMA    |
| 3.                                        | 「Sweet Dreams（TREASURE05X 2014 live ver）」 | 金井政人 | BIGMAMA    |
| 4.                                        | 「?」                                         | 金井政人 | BIGMAMA    |
| 5.                                        | 「My Greatest Treasure 2014」                 | 金井政人 | BIGMAMA    |